# Кафуе
Кафу́е (англ. Kafue) — одна з найважливіших річок Замбії, найбільша з приток Замбезі за обсягом стоку, довжиною 960 км.
Кафуе повністю знаходиться в межах Замбії. Річка починається на півночі Замбії на кордоні з ДР Конго. Після витоку вона тече через замбійський Мідний пояс на південний схід і південь, поки біля боліт Луканго (води якого підживлюють Кафуе) не повертає на захід. Після містечка Лубунгу річка повертає на південь і тече удовж Національного парку Кафуе (другий за площею національний парк в Африці), а потім повертає на схід. Протягом східного відрізку річка тече по болотистій полонині Кафуе, прорізує русло крізь тіснину Кафуе і зливається з Замбезі біля Чірунду (Зімбабве).
Річку перегороджують греблі в нижній течії в тіснині Кафуе і вище за течією в ущелині Меши-Теши з метою виробництва електрики та поширення іригації. Водоспади та пороги обмежують річкове судноплавство, яке можливе тільки малими суднами та човнами. Біля міста Кафуе, за 40 км на південний захід від Лусаки, річка перетинається залізничним та шосейним мостами.
Околиці річки багаті на диких тварин, особливо в межах Національного парку Кафуе.

## Каскад ГЕС
На річці розташовано ГЕС Kafue Gorge (верхня), ГЕС Itezhi-Tezhi, ГЕС Kafue Gorge (нижня).